# Караханбейли (Физулинский район)
Караханбейли (азерб. Qaraxanbəyli) — село в Физулинском районе Азербайджана.

## География
Село расположено в 15 км к востоку от города Физули у шоссе Физули—Ахмедбейли, на равнине на левом берегу реки Кендаланчай (левый приток Аракса).

## История
В 1993 году, в ходе Первой карабахской войны, оказалось под контролем вооружённых сил Армении. Сельское кладбище было разрушено.
До 2020 года село располагалось вблизи линии соприкосновения Вооружённых сил НКР и Вооружённых сил Азербайджана.
27 сентября 2020 года, в первый день Второй карабахской войны, населённый пункт был взят под контроль ВС Азербайджана.

## Население
По данным «Свода статистических данных о населении Закавказского края, извлеченных из посемейных списков 1886 года» в селе Караханбеглу Караханбеглинского сельского округа Джебраильского уезда Елизаветпольской губернии был 121 дым и проживало 476 азербайджанцев (указаны как «татары»), которые были шиитами по вероисповеданию и крестьянами.
В 1977 году в селе проживало 1635 человек.

## Экономика
Население занималось возделыванием пшеницы, виноградарством и животноводством. В селе был расположен винный завод.

## Культура
В селе были расположены средняя и начальная школы, библиотека, дом культуры, больница, родильный дом, отдел связи, телефонный автомат и пр.

## Достопримечательности
В селе расположена мечеть XIX века, имеющая статус «архитектурного памятника истории и культуры местного значения», а на юго-востоке села — поселение Балалартепе ранней бронзы, имеющее статус «археологического памятника истории и культуры национального значения».